# Mu od Chua
Za kralja cijele Kine, pogledajte Mu od Zhoua.
Kralj Mu od Chua (kineski: 楚穆王, Chǔ Mù Wáng; ? - 614. prije nove ere) bio je vladar države Chua u staroj Kini. Njegovo je obiteljsko ime bilo Mǐ.
Rođen je kao princ Shāngchén, sin kralja Chenga od Chua, a imao je brata, princa Zhija.
626. prije nove ere kralj je Cheng pokušao Zhija učiniti krunskim princem, što se nije svidjelo Shāngchénu. Shāngchén je prisilio oca na samoubojstvo.
Shāngchén je postao kralj Chua, a sudbina njegova brata je nepoznata.
Imao je sina Zhuanga.